# Jobates
Jobates (gr. Ἰοβάτης) – w mitologii greckiej król Licji, ojciec Filonoe i Steneboi, którą poślubił Projtos, gdy uciekł na dwór Jobatesa, by zwerbować armię przeciwko swemu bratu Akrizjosowi.
Do Jobatesa, z listem polecającym zgładzić przynoszącego wiadomość, został wysłany przez Projtosa Bellerofont, który miał podobno uwodzić królową Stenboję. Dlatego Jobates najpierw zlecił Bellerofontowi, ażeby zgładził potworną Chimerę, a gdy heros wykonał zadanie, Jobates nakazał mu kolejne niebezpieczne prace. Kiedy jednak przekonał się o niewinności Bellerofonta, oddał mu za żonę swą córkę Filonoe i uczynił następcą tronu licyjskiego.